# Akal Takht

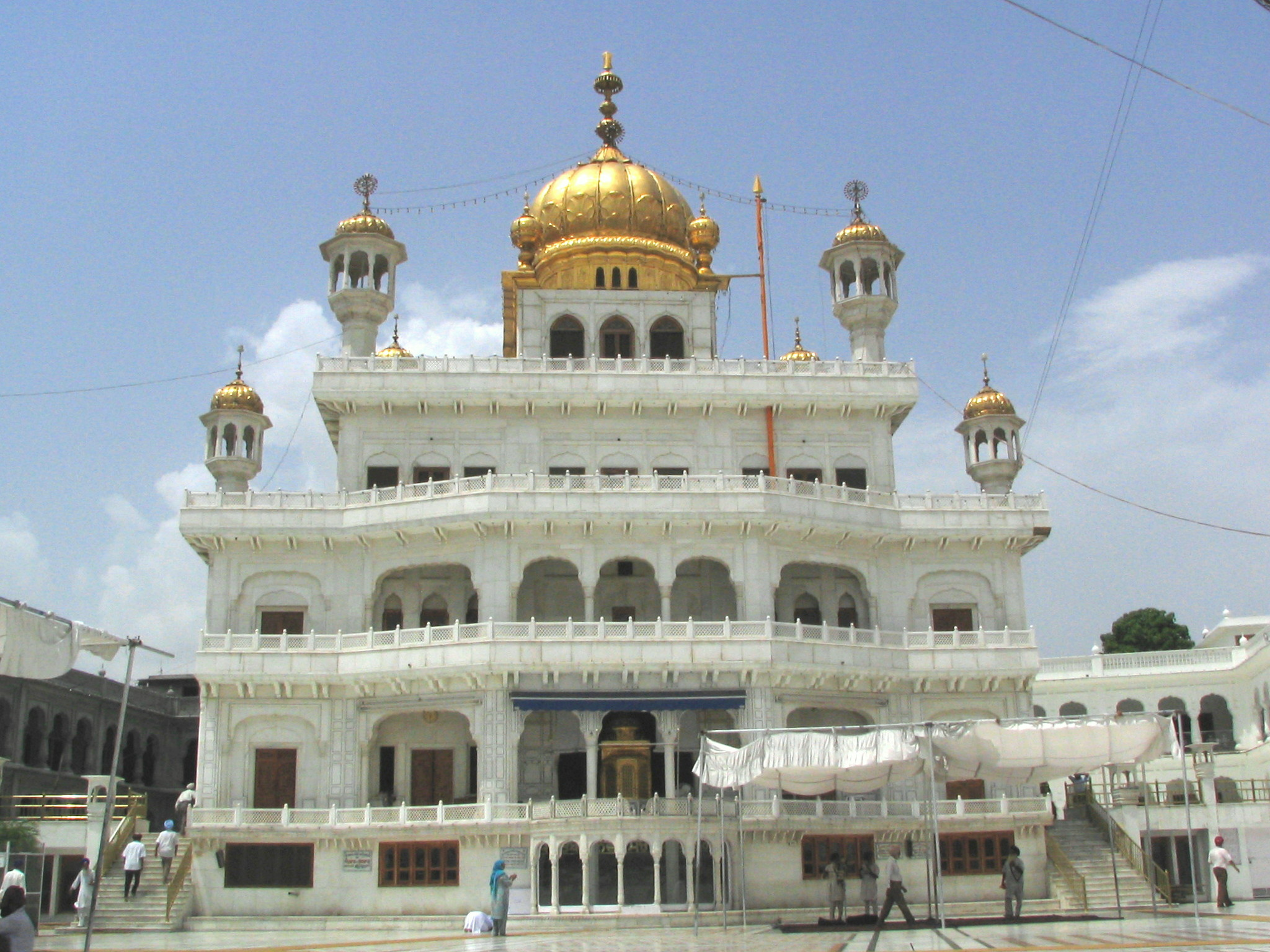
Akal Takht Sahib, Amritsar

L'Akal Takht (punjabi: ਅਕਾਲ ਤਖ਼ਤ, Akāl Taḵẖt) nella città di Amritsar, nello stato indiano del Punjab, è la sede del supremo clero religioso dei Sikh. Akal significa "Il Senza Tempo" - un altro appellativo per Dio. Takht significa a sua volta "sede" in persiano. Da cui, La sede del Senza Tempo.
L'Akal Takht è situato nel complesso del Tempio d'Oro (chiamato Harmandir Sahib) ad Amritsar. L'Akal Takht fu inizialmente costruito dal sesto Guru dei Sikh, Guru Har Gobind, come simbolo della sovranità politica del popolo sikh. Rimase nel XVII e nel XVIII secolo come simbolo della resistenza politica e militare contro l'Impero mogol.
Nel XVIII secolo Ahmed Shah Abdali condusse una serie di attacchi contro l'Akal Takht e lo Harmandir Sahib.
Il 4 giugno 1984, l'Esercito indiano danneggiò pesantemente la facciata esterna dell'edificio dell'Akal Takht nel corso della controversa operazione militare nota come Operazione Blue Star.
Il Jathedar dell'Akal Takht è la suprema autorità religiosa dei Sikh. L'attuale Jathedar è Sardar Joginder Singh Vedanti.
L'Akal Takht è uno dei cinque takht sacri della fede sikh. Gli altri takht sono:
- Takht Sri Damdama Sahib
- Takht Sri Keshgarh Sahib
- Takht Sri Hazur Sahib
- Takht Sri Patna Sahib